# Polycarpaea hassleriana
Polycarpaea hassleriana là loài thực vật có hoa thuộc họ Cẩm chướng. Loài này được Chodat miêu tả khoa học đầu tiên năm 1903.